# The Human Abstract
The Human Abstract es una banda de metalcore progresivo formada el año 2004, actualmente está formada por los guitarristas Dean Herrera y A.J. Minette, el bajista Henry Selva, el baterista Brett Powell y el vocalista temporal Ryan Devlin, actual vocalista de la banda Corelia, tras la partida de Travis Richter en agosto del 2011.

## Historia

### Inicios yNocturne(2004-2007)
La banda se formó en California el año 2004, por los guitarristas Dean Herrera y A.J. Minette, el baterista Brett Powell, el bajista Kenny Arehart, y el vocalista Nick Olaerts. El nombre del grupo se deriva del título de un poema de William Blake, publicado en el libro Songs of Experience del año 1974. La banda grabó unos pocos demos, agregados independientemente a The Human Abstract EP, con el que ganaron bastante aceptación en la música. La banda firmó con Hopeless Records, en el 2005.
El 22 de agosto de 2006, la banda lanza su primer álbum, Nocturne, y es el debut del nuevo vocalista Nathan Ells, tras la partida de Olaerts.

### Midheaven (2008-2009)
Midheaven, el segundo álbum de estudio se lanzó el 19 de agosto de 2008. Tras tiempo de estar de gira con conocidas bandas de post hardcore y metalcore, también tocaron en el Warped Tour y el Take Action Tour, en 2007. También estuvieron de gira con la banda japonesa Dir en Grey, el 2008.
A.J. dejó la banda, Nathan declaró que solo se retiró porque él estaba aburrido de tocar metal, pero que debido a eso su estilo no iba a cambiar, será igual que el que mantienen hace más de 2 años.
El 9 de enero de 2009, Henry Selva fue nombrado bajista permanente para el grupo, este ya había estado en la banda pero se había retirado.

### Digital Veil(2009-presente)
En septiembre de 2009, la banda ha empezado a coescribir el material para un nuevo álbum, Digital Veil. Poco tiempo después se anunció que Nathan Ells ya no era vocalista de la banda y que buscaban un reemplazo.
En noviembre de 2009, Herrera confirmó a través de un blog de MySpace que Leonard ya no estaba en la banda, Sean no está técnicamente en la banda... Sin embargo, no han descartado la posibilidad de que hubiera algún tipo de presencia en los próximos álbumes. Decidió que la gira no era para él, y quería ir a la escuela de música.
El 29 de marzo de 2010 se anunció a Travis Richter (ex-vocalista/guitarrista de From First To Last). En abril de 2010, Richter confirmó ser el nuevo líder de la banda y que A.J. ha regresado oficialmente.
The Human Abstract lanzó su primer sencillo, Faust de su próximo álbum, Digital veil, el 16 de noviembre de 2010.
El 10 de enero de 2011 The Human Abstract anunciaron que han firmado con E1 Music y que su nuevo álbum se lanzaría el 8 de marzo.
La canción Patterns fue lanzada el 18 de enero, seguido de Complex Terms el 15 de febrero.
Hubo cierta especulación de que Andrew Tapley no es de la banda, como él ya no aparece como miembro en el perfil de la banda de Facebook. El 9 de febrero de 2011 - Andrew Tapley confirmó que la especulación a través de Facebook era cierta, con el mensaje público: Como algunos de ustedes saben, y muchos se han preguntado, no voy a estar tocando con The Human Abstract. Este ya no se decidió por mí, sin embargo, no hay resentimientos. Gracias a todos los que apoyaron a la banda en estos últimos años y a todos los amigos maravillosos que tuve el placer de conocer que será en Los Ángeles donde continúa con la música,... el arte es largo y el tiempo es fugaz - nos vemos pronto!
Digital Veil se lanzó el 8 de marzo de 2011, es su primer disco sin Hopeless, el primero con E1 y Travis Richter.

## Miembros
| Miembros actuales - Dean Herrera – guitarra rítmica (desde 2004) - A.J. Minette – guitarra principal, piano (2004-2007; desde 2010) - Henry Selva – bajo (2006-2007; desde 2008) - Brett Powell – batería, percusión (desde 2004) Miembros temporales - Ryan Devlin - voces (desde 2011) | Miembros anteriores - Nick Olaerts – voces (2004–2005) - Nathan Ells – voces (2006–2009) - Travis Richter – voces (2010-2011) - Andrew Tapley – guitarra rítmica (2007–2011) - Kenny Arehart – bajo (2004–2006) - Mike Nordeen – bajo (2007–2008) - Sean Leonard – teclados, sintetizadores, piano (2007–2009) |

## Discografía
Álbumes de estudio
- Nocturne (2006)
- Midheaven (2008)
- Digital Veil (2011)

EP
- The Human Abstract EP (2005)
- Moonlight Sonata (2012)